# Liste der Träger des Nationalpreises der DDR III. Klasse für Kunst und Literatur (1949–1959)
Diese Liste stellt die Träger des Nationalpreises der DDR III. Klasse für Kunst und Literatur von 1949 bis 1959 dar. Zu den anderen Jahrzehnten und Stufen siehe die Liste der Träger des Nationalpreises der DDR.

## Liste
| Auflistung nach Jahren                                 |
| 1949 1950 1951 1952 1953 1954 1955 1956 1957 1958 1959 |

| Jahr   | Namen | Funktion | Grund | Anmerkung |
| ------ | --- | --- | --- | --------- |
| 1949 ↑ | Kurt Barthel | Schriftsteller | Er wird für sein bisher einziges Versbuch „Gedicht vom Menschen“ ausgezeichnet |           |
| 1949 ↑ | Ernst Busch | Sänger, Schauspieler | Die Lieder von Hanns Eisler nach Texten von Kurt Tucholsky, Bert Brecht, Erich Weinert und Erich Mühsam wurden durch seine Stimme in der ganzen Welt populär. |           |
| 1949 ↑ | Herbert Eulenberg | Schriftsteller | Für seinen Roman Der Zusammensturz |           |
| 1949 ↑ | Wolfgang Langhoff | Intendant des Deutschen Theaters | erwarb sich besondere Verdienste mit seiner Inszenierung der „Optimistischen Tragödie“ von W. Wischnewskij |           |
| 1949 ↑ | Ernst Legal | Intendant der Deutschen Staatsoper, Schauspieler und Regisseur                                                                                                 | wurde für seine Verdienste bei der Inszenierung des Stücks Wölfe und Schafe von Ostrowski ausgezeichnet |           |
| 1949 ↑ | Carl Orff | Komponist | Aus seinen Tonschöpfungen ragt die Oper Die Kluge heraus, für die ihm die Auszeichnung als Nationalpreisträger zuteilwurde. |           |
| 1949 ↑ | Gustav Seitz | Professor an der Hochschule der Bildenden Künste in Berlin | Der Nationalpreis wurde ihm für sein OdF-Denkmal in Weißwasser zuerkannt. |           |
| 1949 ↑ | Erich Weinert | Dichter | Für seinen Gedichtband „Rufe in die Nacht“ wurde ihm der Nationalpreis zuteil. |           |
| 1949 ↑ | Helmut Koch und die Solistenvereinigung des Berliner Rundfunks | | haben sich große Verdienste um die Pflege des deutschen und sowjetischen Volksliedes erworben |           |
| 1950 ↑ | Heinz Bongartz | Leiter der Dresdner Philharmonie | für sein erfolgreiches Streben, mit der Dresdner Philharmonie die Werke der Musik an die arbeitende Bevölkerung heranzutragen |           |
| 1950 ↑ | Paul Rilla | Literatur- und Theaterkritiker, Mitglied der AdK | für seine hervorragenden literatur-kritischen und literar-historischen Arbeiten |           |
| 1950 ↑ | Hans Sandig | Leiter des Jugendchores des Mitteldeutschen Rundfunks in Leipzig                                                                                               | für die Schaffung des Jugendchors des Mitteldeutschen Rundfunks und seine Wiedergabe neuer Jugend- und Kampflieder |           |
| 1950 ↑ | Eduard von Winterstein | Schauspieler | für sein Lebenswerk |           |
| 1950 ↑ | Stephan Hermlin Ernst H. Meyer | Schriftsteller Komponist, Professor an der HUB | für Text und Musik des Mansfelder Oratoriums |           |
| 1950 ↑ | Gustav von Wangenheim, Autor Hans Rodenberg, Regisseur | Kollektiv von „Du bist der Richtige“ | für das Bühnenwerk „Du bist der Richtige“ |           |
| 1950 ↑ | Slatan Dudow, Drehbuchautor und Regisseur Robert Baberske, Kameramann Harry Hindemith, Schauspieler Irene Korb, Schauspielerin                                                                                  | Kollektiv „Unser täglich Brot“ | für den Film „Unser täglich Brot“ |           |
| 1950 ↑ | Bruno Kleberg, Schnittmeister Feodor Pappe, Kommentator Karl Plintzner, Kameramann Jopp Huisken, Kameramann Walter Fehdmer, Kameramann                                                                          | Kollektiv „Immer bereit“ | für den Dokumentarfilm „Immer bereit“ |           |
| 1950 ↑ | Karl Richter Amadeus Webersinke | Thomasorganist Dozent an der Staatlichen Hochschule für Musik in Leipzig                                                                                       | für ihre Darbietungen auf der Orgel anlässlich der Bach-Feierlichkeiten im Jahre 1950 |           |
| 1950 ↑ | Ludwig Justi | Direktor der Staatlichen Museen zu Berlin | für seine Verdienste um die wissenschaftliche Durchbildung der Museen für bildende Kunst |           |
| 1951 ↑ | Werner Peters | Schauspieler, Berlin-Charlottenburg | In dem bedeutenden Film „Der Untertan“ nach dem Roman von Heinrich Mann hat Werner Peters die Hauptrolle des Dr. Diederich Heßling überzeugend gestaltet. Damit hat er wesentlichen Anteil an der eindrucksvollen künstlerischen Gestaltung dieses Filmes. |           |
| 1951 ↑ | Andre Asriel | Komponist | Andre Asriel ist einer der erfolgreichsten deutschen Nachwuchskomponisten, dessen Lieder „Es lebe der Staatspräsident“, „Freundschaft, Einheit, Frieden“, wofür er im Internationalen Kulturwettbewerb preisgekrönt wurde, „Heute lacht Brandenburg“ und viele andere unserem ganzen Volke gehören und von der demokratischen Jugend Deutschlands und den jungen Menschen anderer Völker mit großer Begeisterung bei den Weltfestspielen der Jugend und Studenten für den Frieden gesungen wurden. |           |
| 1951 ↑ | Franz Konwitschny | Dirigent, Kapellmeister des Gewandhausorchesters Leipzig | Franz Konwitschny hat als Gewandhauskapellmeister in Leipzig diesen weltbekannten Klangkörper zu neuen Erfolgen geführt und als Gastdirigent in der Volksrepublik Ungarn und als Interpret klassischer russischer und zeitgenössischer sowjetischer Musik, des großen Komponisten Peter Tschaikowski und des sowjetischen Künstlers Chrennikow, Meisterwerke der Kunst dem Volke nahegebracht. |           |
| 1951 ↑ | Willi Kleinoschegg | Schauspieler | Willi Kleinoschegg hat am Staatstheater Dresden nach gründlichem Studium die Rolle des großen Lenin in Pogodins Stück „Das Glockenspiel des Kreml“ hervorragend gestaltet. |           |
| 1951 ↑ | Jurij Brězan Martin Nowak-Neumann Jurij Winar | Sorbisches Künstler-Kollektiv | Nach dem faschistischen Zusammenbruch und besonders seit Gründung der Deutschen Demokratischen Republik haben unsere demokratischen Staatsorgane die Voraussetzungen für eine noch nie dagewesene Entwicklung der sorbischen Volkskultur geschaffen, der das sorbische Künstlerkollektiv sichtbaren Ausdruck verlieh. Jurij Brezan hat als Volksschriftsteller mit Novellen, Laienspielen und Gedichten, wie das zum 75. Geburtstag des Präsidenten der Deutschen Demokratischen Republik, Wilhelm Pieck, geschaffene Gedicht „Wie ich mein Vaterland fand“, das Bekenntnis des sorbischen Volkes zur Deutschen Demokratischen Republik eindrucksvoll gestaltet. Martin Nowack-Neumann ist als Maler und Graphiker mit guten Bildern und Illustrationen hervorgetreten, die, anknüpfend an nationale Traditionen, alte sorbische Volkssagen lebendig machen und die Hilfe der Deutschen Demokratischen Republik für die größtenteils bäuerliche sorbische Bevölkerung versinnbildlichen. Jurij Winar hat als Komponist, Musiker und Musikerzieher den Grundstein für die schöpferische Erneuerung der sorbischen Volksmusik gelegt. Für diese Leistungen verdient das Kollektiv dieser drei Künstler die Anerkennung des ganzen deutschen Volkes. |           |
| 1951 ↑ | Peter Huchel | Schriftsteller | Herausgeber der Zeitschrift „Sinn und Form“. Peter Huchel ist ein anerkannter deutscher Lyriker, der mit seinem Schaffen die neue deutsche Lyrik, besonders durch seine poesievollen Natur- und Lebensschilderungen, um wertvolle Beiträge bereichert hat. |           |
| 1951 ↑ | Ernst Wilhelm Fiedler | Kameramann | für seine hervorragenden künstlerischen Leistungen als Kameramann der DEFA, besonders in den Filmen „Grube Morgenrot“, „Die blauen Schwerter“, „Die letzte Heuer“ und „… und wenn’s nur einer wär’ …“. |           |
| 1951 ↑ | Eduard Claudius | Schriftsteller | Eduard Claudius hat besonders mit seinem neuen Roman „Menschen an unserer Seite“ erfolgreich den Weg der künstlerischen Gestaltung von Problemen des demokratischen Aufbaues und des Kampfes für den Frieden beschrieben. |           |
| 1951 ↑ | Charly Hähnel Bert Heller Willi Wolfgramm Will Schubert | Graphiker-Kollektiv | Charly Hähnel, der künstlerische Leiter der DEWAG, Bert Heller als freischaffender dekorativer Maler und Graphiker, Willi Wolfgramm als Graphiker sowie Will Schubert als Werbegestalter haben erfolgreich zum Gelingen demokratischer Kundgebungen, Feiern und Ausstellungen, wie der Geburtstagsfeier für den Präsidenten der Deutschen Demokratischen Republik und vor allem der wirksamen künstlerischen Gestaltung des Berliner Straßenbildes zu den Weltfestspielen der Jugend und Studenten für den Frieden beigetragen. |           |
| 1952 ↑ | Viktor Klemperer | Professor mit Lehrstuhl für romanische Philologie an der HUB Direktor des romanischen Instituts an der HUB, Direktor des romanischen Seminars an der MLU Halle | für seine wissenschaftlichen Arbeiten auf dem Gebiete der Germanistik und der romanischen Philologie |           |
| 1952 ↑ | Erich Arendt | Schriftsteller | für seine vom kämpferischen Humanismus getragenen Dichtungen, gesammelt in den Bänden Trug doch die Nacht den Albatros und Bergwindballade |           |
| 1952 ↑ | Max Burghardt | Generalintendant der Städtischen Bühnen Leipzig | für die fortschrittliche, ensemblebildende Aufbauarbeit an der Entwicklung einer realistischen Theaterkunst in der DDR |           |
| 1952 ↑ | Karl Kayser | Generalintendant des National-Theaters Weimar | für die fortschrittliche, ensemblebildende Aufbauarbeit an der Entwicklung einer realistischen Theaterkunst in der DDR |           |
| 1952 ↑ | Margarete Kupfer | Schauspielerin | für ihre lebenswahre, auf den besten Traditionen des deutschen Theaters fußende und von echtem Kollektivgeist getragene Darstellungskunst |           |
| 1952 ↑ | Kurt Palm | Kostümgestalter | für seine wissenschaftliche, künstlerisch hervorragende Kostümgestaltung an den Berliner Staatstheatern |           |
| 1952 ↑ | Wolf Schubert | Landeskonservator in Halle | für die Erhaltung, Pflege und Wiederherstellung deutscher Kunstdenkmale, besonders des Naumburger und Magdeburger Doms |           |
| 1952 ↑ | Aenne Goldschmidt | Leiterin der Tanzgruppe des Staatlichen Volkskunstensembles in Berlin-Karlshorst                                                                               | für ihre Verdienste um die Wiederentdeckung und schöpferische Weiterentwicklung des deutschen Volkstanzes |           |
| 1952 ↑ | Andrew Thorndike | Regisseur | für den hervorragenden Dokumentarfilm „Wilhelm Pieck – Das Leben unseres Präsidenten“ und seine Mitarbeit an den Filmen über die III. Weltfestspiele der Jugend und Studenten für den Frieden in Berlin 1951 |           |
| 1952 ↑ | Maria Langner | Schriftstellerin | für ihr Buch Stahl, in dem sie den Aufbau des Stahlwerkes Brandenburg künstlerisch gestaltet hat |           |
| 1953 ↑ | Karl Grünberg | Schriftsteller | für seinen Roman „Brennende Ruhr“, mit dessen Neuauflage dem deutschen Volk große revolutionäre Traditionen der deutschen Arbeiterklasse vermittelt werden |           |
| 1953 ↑ | Eberhard Schmidt | Komponist | für seine über die Grenzen Deutschlands hinaus bekannten Massenlieder, besonders für das „Thälmannlied“ |           |
| 1953 ↑ | Heinar Kipphardt | Dramaturg des Deutschen Theaters Berlin | für sein Bühnenstück „Shakespeare dringend gesucht“, das ein wertvoller Beitrag zur Entwicklung der zeitgenössischen deutschen Satire ist |           |
| 1953 ↑ | Erwin Strittmatter | Schriftsteller | für seine Komödie „Katzgraben“, die zu den dichterisch bedeutenden Komödien der deutschen dramatischen Literatur der letzten Jahre zählt |           |
| 1953 ↑ | Eugen Klagemann | Kameramann | für künstlerisch-technische Leistungen mit der Kamera in neuen deutschen Filmen, insbesondere „Semmelweis“, „Figaros Hochzeit“ und „Geheimakten Solvay“. |           |
| 1953 ↑ | Paul Dessau | Komponist | für seine zeitnahen Kompositionen „Trauermarsch für Helmut Just“, „Symphonischer Marsch“ und die melodramatische Kantate „Lilo Herrmann“ |           |
| 1954 ↑ | Heinrich Drake | Bildhauer, Professor an der Hochschule für angewandte Kunst, Berlin                                                                                            | für seine hervorragenden Steinplastiken, insbesondere die Büste von Karl Marx, die die deutsche bildende Kunst würdig repräsentieren |           |
| 1954 ↑ | Fritz Kühn | Kunstschmiedemeister | für seine Verdienste als Kunstschmied bei der künstlerischen Ausgestaltung großer Bauvorhaben der Deutschen Demokratischen Republik, besonders in der Stalinallee |           |
| 1954 ↑ | Max Butting | Ordentliches Mitglied der Deutschen Akademie der Künste zu Berlin                                                                                              | für sein bedeutendes kompositorisches Schaffen, insbesondere die symphonischen Variationen, die Orchester-Ballade und das VI. Streichquartett, sowie seinen wichtigen Anteil an der Entwicklung des deutschen Musiklebens |           |
| 1954 ↑ | Erwin Geschonneck | Schauspieler | für seine vielseitige, auf hohem Niveau stehende Darstellungskunst auf der Bühne und im Film |           |
| 1954 ↑ | Franz Kutschera | Schauspieler und Regisseur, Berlin-Charlottenburg | für seine bedeutungsvolle Leistung als Schauspieler und Regisseur bei der Entwicklung einer realistischen deutschen Darstellungskunst |           |
| 1954 ↑ | Wolfgang Heinz | Regisseur am Deutschen Theater, Berlin | für seine bedeutenden Regieleistungen bei der Inszenierung der Schauspiele „Othello“ und „Ssomow und andere“, die einen weiteren Schritt zur Entwicklung einer realistischen Bühnenkunst darstellen |           |
| 1954 ↑ | Hedda Zinner | Schriftstellerin, Berlin | für ihr Bühnenwerk „Der Teufelskreis“, das ein wertvoller Beitrag für die Einheit der deutschen Arbeiterklasse und im Kampf für den Frieden ist |           |
| 1954 ↑ | Stephan Hermlin Max Jaap Eberhard Rebling | Kollektiv „Beethoven-Film“ | für die Gestaltung des Dokumentarfilms „Ludwig van Beethoven“, der die Persönlichkeit und das Musikwerk Beethovens unserem Volke nahebringt |           |
| 1954 ↑ | Wolfgang Kohlhaase Gerhard Klein | Kollektiv „Alarm im Zirkus“ | für die Gestaltung des Films „Alarm im Zirkus“, mit dem ein neuer Weg auf dem Gebiet des Jugendabenteuerfilms beschritten wurde, der den zersetzenden Einflüssen amerikanischer Gangsterfilme erfolgreich entgegenwirkt |           |
| 1955 ↑ | Alexander Abusch | Schriftsteller, Stellvertreter des Ministers für Kultur | für sein fortschrittliches literarisches Schaffen, besonders für sein Buch Schiller, Größe und Tragik eines deutschen Genius |           |
| 1955 ↑ | Johann Cilenšek | Professor an der Hochschule für Musik in Weimar, Komponist | für sein Violinkonzert und seine Erste Sinfonie |           |
| 1955 ↑ | Johannes-Ernst Köhler | Professor an der Hochschule für Musik in Weimar, Kirchenmusikdirektor                                                                                          | für seine bedeutenden künstlerischen Leistungen auf dem Gebiet der Orgelmusik |           |
| 1955 ↑ | Hans Marchwitza | Schriftsteller | für sein Buch Roheisen, in dem die organisierte Kraft der Arbeiterklasse beim Aufbau der Grundlagen des Sozialismus in der DDR künstlerisch gestaltet ist |           |
| 1955 ↑ | Erwin Strittmatter | Schriftsteller | für sein Buch Tinko, in dem das Leben auf dem Lande nach der Bodenreform künstlerisch wertvoll gestaltet wurde |           |
| 1955 ↑ | Maxim Vallentin | Intendant des Maxim-Gorki-Theaters in Berlin | für seine Verdienste um die Bearbeitung neuer, fortschrittlicher und wissenschaftlicher Erkenntnisse auf dem Gebiet der Darstellenden Kunst |           |
| 1956 ↑ | Karl von Appen | Chefbühnenbildner beim Berliner Ensemble | für seine künstlerische, wirklichkeitsnahe Bühnengestaltung, mit der er einen wesentlichen Beitrag zur Entwicklung des realistischen Bühnenbildes geleistet hat |           |
| 1956 ↑ | Fidelio F. Finke | Professor an der Hochschule für Musik in Leipzig, Komponist | für sein bedeutendes kompositorisches Schaffen, insbesondere für die III. Orchestersuite und seine Kammermusik |           |
| 1956 ↑ | Rudolf Bergander | Maler und Graphiker, Direktor der Hochschule für Bildende Kunst Dresden                                                                                        | für seine realistischen, künstlerisch hervorragenden Leistungen auf dem Gebiet der Malerei und Graphik |           |
| 1956 ↑ | Ernst Kunstmann | Trickfilm-Kameramann | für seine ausgezeichneten, im In- und Ausland anerkannten Leistungen als Trick-Kameramann, durch die er wesentlich zum künstlerischen Gelingen von Filmen der DEFA beigetragen hat |           |
| 1956 ↑ | Kurt Rehm | Kammersänger an der Deutschen Staatsoper Berlin | in Anerkennung seiner großen künstlerischen Leistungen sowohl im Gesanglichen als auch im Darstellerischen während seiner zehnjährigen Tätigkeit als erster lyrischer Bariton an der Deutschen Staatsoper Berlin |           |
| 1956 ↑ | Leo Spies | Komponist | für seine dem Andenken des Ehepaares Rosenberg gewidmete Kantate als Krönung seines bisherigen kompositorischen Schaffens, mit dem er einen wesentlichen Beitrag zur Entwicklung einer neuen Musik geleistet hat |           |
| 1956 ↑ | Gerhard Unger | Kammersänger an der Deutschen Staatsoper Berlin | für seine Verdienste als Kammersänger und erster Tenor-Buffo in langjähriger Tätigkeit an der Deutschen Staatsoper Berlin |           |
| 1957 ↑ | Irmgard Arnold | Kammersängerin an der Komischen Oper Berlin | für ihre hervorragende Darstellung der Titelrolle in den Opern Das schlaue Füchslein und Die schweigsame Frau sowie für ihre überzeugende und kämpferische Interpretation fortschrittlicher und zeitgenössischer Lieder |           |
| 1957 ↑ | Benno Voelkner | Schriftsteller | für seine literarischen Leistungen, insbesondere für sein Buch Die Leute von Karvenbruch, in dem das Leben der Landarbeiter und die Bedeutung ihres Kampfes von der Jahrhundertwende bis 1945 in überzeugender Weise dargestellt wird |           |
| 1957 ↑ | Heinz Rückert, Oberspielleiter der Oper und der Händel-Festspiele Halle Horst-Tanu Margraf, Generalmusikdirektor am Landestheater Sachsen-Anhalt Rudolf Heinrich, Bühnenbildner am Landestheater Sachsen-Anhalt | Kollektiv der Händelfestspiele | für ihren Anteil an der Wiederaufführung und neuen künstlerischen Gestaltung der Händel-Opern, die den humanistischen Inhalt der Händelschen Werke dem deutschen Volk wieder erschlossen haben |           |
| 1957 ↑ | Erich Witte | Kammersänger | für seine künstlerischen Leistungen als Kammersänger an der Deutschen Staatsoper zu Berlin, der er seit 1945 als hervorragendes Mitglied ununterbrochen angehört |           |
| 1957 ↑ | Franz Fühmann | Schriftsteller | für sein dichterisches Werk, insbesondere für seine Kriegserzählungen, in denen er die Wandlung junger deutscher Soldaten im faschistischen Krieg zur humanistischen Weltanschauung künstlerisch gestaltet |           |
| 1958 ↑ | Bruno Apitz | Schriftsteller | für seinen hervorragenden Buchenwaldroman Nackt unter Wölfen, mit dem er den Widerstandskämpfern gegen den Faschismus ein bleibendes Denkmal setzt und unsere Jugend für den Kampf gegen den Faschismus, für Frieden und Sozialismus begeistert |           |
| 1958 ↑ | Eva Fleischer | Liedersängerin | für ihre Interpretation des deutschen und internationalen klassischen und fortschrittlichen Liedgutes, in der ihr Bekenntnis zu unserem Staate und zum Aufbau des Sozialismus zum Ausdruck kommt |           |
| 1958 ↑ | Lilo Gruber | Ballettmeisterin an der Deutschen Staatsoper Berlin | für ihre hervorragenden Ballettinszenierungen, insbesondere für Gajaneh in der Deutschen Staatsoper und Die Flamme von Paris in Leipzig, und für ihre großen künstlerischen Leistungen in kulturellen Großveranstaltungen, mit denen sie ihr Bekenntnis zu unserem Staat und zum Aufbau des Sozialismus zum Ausdruck bringt |           |
| 1958 ↑ | Gerhard Stolze | Kammersänger an der Deutschen Staatsoper Berlin | für seine hervorragenden künstlerischen Leistungen während seiner mehr als fünfjährigen Zugehörigkeit zur Deutschen Staatsoper, die ihn als einen der besten Gesangssolisten Deutschlands bekanntgemacht haben |           |
| 1958 ↑ | Klaus Wittkugel | Grafiker, Professor an der Hochschule für angewandte Kunst Berlin                                                                                              | für seine hervorragenden grafischen Arbeiten, Plakate und Ausstellungen, insbesondere für seine Ausstellung Militarismus ohne Maske |           |
| 1958 ↑ | Kurt Barthel, Schriftsteller Hanns-Anselm Perten, Generalintendant in Rostock | Kollektiv 40. Jahrestag und Ostseewoche | für ihren Anteil an der hervorragenden künstlerischen und richtungsgebenden Gestaltung der Festspiele aus Anlass des 40. Jahrestages der Großen Sozialistischen Oktoberrevolution und der Ostseewoche, die durch die sinnvolle Kombination bekannter Ausdrucksmittel mit neuen Formen eine starke und nachhaltige Wirkung im Sinne der sozialistischen Bewusstseinsbildung ausübten |           |
| 1958 ↑ | Sonja Schöner | Kammersängerin an der Komischen Oper Berlin | für ihre hervorragenden künstlerischen Leistungen während ihrer langjährigen Zugehörigkeit zur Komischen Oper und für ihre schöpferische Mitarbeit an der Entwicklung des Musiktheaters |           |
| 1959 ↑ | Theo Adam | Kammersänger an der Deutschen Staatsoper Berlin | [ 11 ] |           |
| 1959 ↑ | Karl Kayser | Generalintendant der Städtischen Theater Leipzig | [ 11 ] |           |
| 1959 ↑ | Bernhard Kretzschmar | Maler und Grafiker | [ 11 ] |           |
| 1959 ↑ | Kurt Schwaen | Komponist | [ 11 ] |           |
| 1959 ↑ | Ingeborg Wenglor | Kammersängerin an der Deutschen Staatsoper Berlin | [ 11 ] |           |
| 1959 ↑ | Manfred Wekwerth Peter Palitzsch | Kollektiv des Berliner Ensembles | für die Aufführung Der aufhaltsame Aufstieg des Arturo Ui |           |
| 1959 ↑ | Werner Fehlig, Leiter der Dramatischen Kunst beim DFF Helmut Sakowski, Schriftsteller Wilhelm Gröhl, Regisseur Fred Reichwald, Schriftsteller                                                                   | Kollektiv Fernsehspiele beim DFF | Würdigung der Fernsehspiele Das Wagnis der Maria Diehl, Der Hektarjäger, Die Entscheidung der Lene Mattke |           |
| 1959 ↑ | Erich Riedeberger Fred Dittrich Hilda Riedeberger | Kollektiv Sportschau beim III. Deutschen Turn- und Sportfest 1959                                                                                              | für ihren Anteil an der Gestaltung der Sportschau des III. Deutschen Turn- und Sportfestes 1959, mit der eine neue Kunstgattung des sportlerisch-tänzerisch-darstellerischen Bewegungsspieles entstanden ist, die eine hervorragende schöpferische Leistung bedeutet |           |
| 1959 ↑ | Wolfgang Heinz Karl Paryla | Kollektiv Wallenstein-Inszenierung am Deutschen Theater | [ 11 ] |           |

## Preissummen
| Jahr   | Preissumme in Mark |
| ------ | ------------------ |
| 1949   | 225.000            |
| 1950   | 250.000            |
| 1951   | 225.000            |
| 1952   | 250.000            |
| 1953   | 150.000            |
| 1954   | 225.000            |
| 1955   | 150.000            |
| 1956   | 175.000            |
| 1957   | 125.000            |
| 1958   | 175.000            |
| 1959   | 225.000            |
| Gesamt | 1.175.000          |